# Hanyang 88
El fusell Tipus 88, també conegut com a "Hanyang 88", era un fusell de forrellat de producció xinesa, basat en el fusell alemany Gewehr 88. El fusell va ser adoptat per la dinastia Qing a finals del Segle 19, i va ser el fusell estàndard de les tropes xineses, utilitzat per diverses faccions i formacions, fins al final de la Guerra Civil xinesa. El nom del fusell ve de la fabrica principal on produïen aquest fusell, l'Arsenal Hangyang. Aquest fusell volia ser reemplaçat com a fusell estàndard de l'Exèrcit Xinès pel fusell Tipus 24. Encara que, la producció del nou fusell no va arribar als mateixos nivells de producció que el Tipus 88, i aquest últim seguia sent fabricat i equipat a l'Exèrcit Nacional Revolucionari durant la Segona Guerra sinojaponesa.

## Història
Aquest fusell era una còpia gairebé idèntica al fusell alemany Gewehr 88, i va ser equipat inicial-ment als Nous Exèrcits de la dinastia Qing. Des del seu inici de producció, en 1895, el fusell Tipus 88 va ser modificat dues vegades, amb la intenció de millorar les seves capacitats, en 1904 i en 1930. Durant tota la Segona Guerra sinojaponesa, el Tipus 88 va resistir contra el nou i més modern fusell japonès Tipus 38 i el Tipus 99. Va servir com a fusell estàndard de l'Exèrcit Nacional Revolucionari des de la seva fundació, en 1935 fins a finals de la dècada de 1940, després de la Segona Guerra Mundial. També va ser utilitzat per les tropes de la Xina Comunista, els quals van ser utilitzats en el mateix període, però també durant les fases inicials de la Guerra de Corea. La seva producció va cessar en 1944.

## Disseny
El Hanyang 88 era essencialment una còpia del Gewehr 88, amb algunes petites diferències, com per exemple, l'absència de la capa que envolta el canó (i protegeix l'usuari de ferir-se per la calor del canó al disparar), i una annexió per a la baioneta. Era un fusell de forrellat que es carregava al fer retrocedir el forrellat, i el seu carregador de tipus Mannlicher, podia emmagatzemar fins a 5 cartutxos de 7,92 × 57 mm. El carregador era alimentat mitjançant un clip (o pinta) de 5 bales, encara que també es podia carregar bala a bala. Quan es carregava la última bala, el clip queia fora del carregador, mitjançant un forat al final. El major avantatge d'aquest sistema es que permetia a l'operador carregar més ràpidament l'arma. Els desavantatges d'això, eren que el forat del fons del carregador, es podia embrutar, això creant possibles problemes de funcionament.
El Hanyang 988 estava dissenyat (originalment) per a utilitzar la munició alemanya de 7,92 x 57 mm I. En la Primera Guerra Mundial, aquesta munició havia demostrat ser obsoleta. A pesar, de que aquesta munició seguia sent utilitzada per l'Exèrcit Nacional Revolucionari, en els seus enfrontaments amb les tropes japoneses en les primeres etapes de la Segona Guerra sinojaponesa. En 1935, el nou fusell Tipus 24 va ser introduït. Aquest nou fusell, variant del fusell Gewehr 98, utilitzava la bala més moderna i de diàmetre superior (utilitzava una bala de 0.82042 mm, en comptes d'una de 0.80772 de cap rodó) 7,92 x 57 mm IS, o bala 'spitzer', les quals tenien un millor rendiment balístic. A pesar, l'antic carregador del Hanyang 88, era capaç d'acceptar i utilitzar la nova bala,
la conversió massiva del Hanyang per a poder acceptar la bala 'spitzer' van ser planejats, encara que mai no es van arribar a fer.
El Hanyang 88 també posseïa una variant en forma de carrabina, que era més curta i lleugera, encara que perdia distància operativa i precisió.

## Rendiment

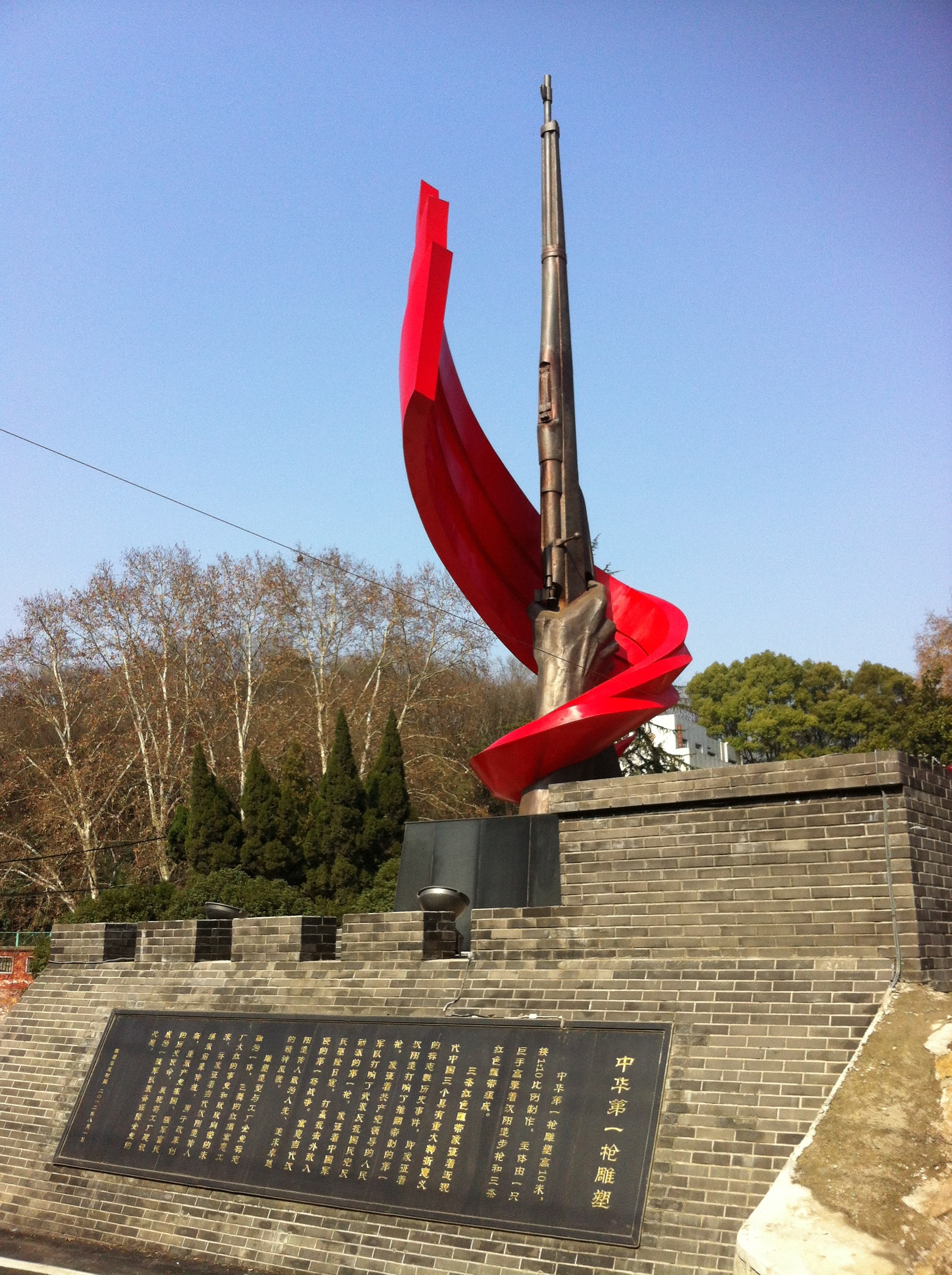
Monument d'un Fusell Hanyang 88

El Hanyang 88 era un fusell fàcil de produir i econòmic, dur i fiable.
Els seus majors competidors eren els fusells japonesos Arisaka Tipus 38 i el Tipus 99.
Comparat amb el Tipus 38, el Hanyang 88 era més pesant, produïa més retrocés al disparar i no era gaire fàcil de manejar per culpa de la qualitat deficient en alguns fusells per culpa de la producció. El Hanyang 88 posseïa una potència de parada superior en la seva distància operativa.
Quan comparat amb el Tipus 99, el Hanyang era més pesat i inferior en la qualitat de producció (comparat amb els primers models del Tipus 99). En aquest cas, el poder de parada i el retrocés eren molt similars.